# Васькино (Нижньосергинський район)
Ва́ськино (рос. Васькино) — присілок у складі Нижньосергинського району Свердловської області. Входить до складу Кленовського сільського оселення.
Населення — 456 осіб (2010, 518 у 2002).
Національний склад станом на 2002 рік: татари — 95 %.